# Kendra Wilkinson

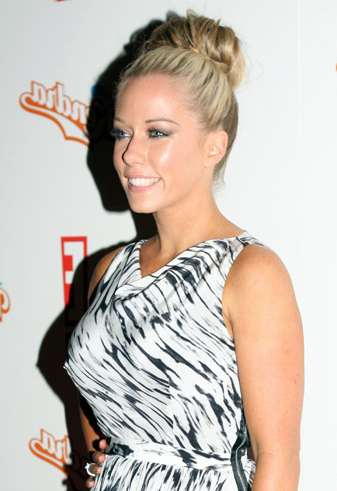
Kendra Wilkinson (2011)

Kendra Leigh Baskett (geb. Wilkinson; * 12. Juni 1985 in San Diego, Kalifornien) ist eine US-amerikanische Fernsehpersönlichkeit. Bekannt wurde sie zusammen mit Bridget Marquardt und Holly Madison als eine der drei „offiziellen“ Freundinnen des Playboy-Gründers Hugh Hefner und war mit ihnen in der Doku-Soap The Girls of the Playboy Mansion zu sehen.

## Leben

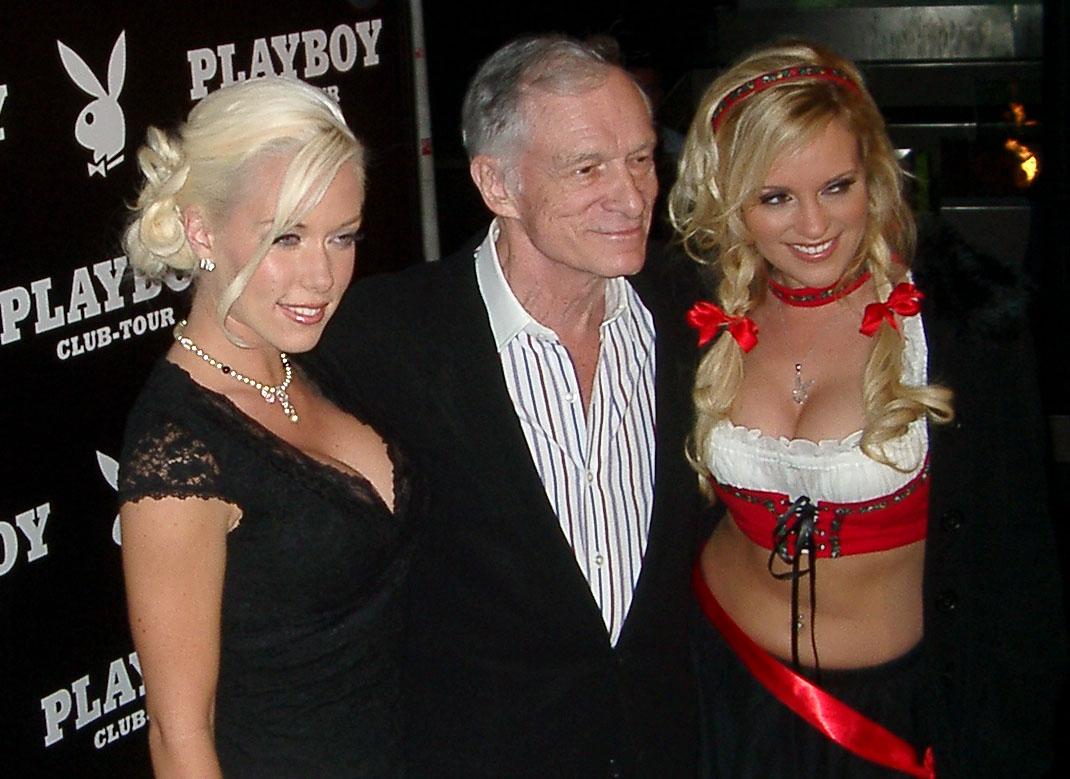
Wilkinson (links) mit Hugh Hefner und Bridget Marquardt, 2006

Kendra Wilkinson wurde als älteste Tochter von Patti und Eric Wilkinson geboren. Sie wuchs gemeinsam mit ihrem jüngeren Bruder Collin in Clairmont in San Diego auf. Als Wilkinson vier Jahre alt war, verließ ihr Vater die Familie. Kendra schloss die Clairemont Highschool 2003 ab und spielte sechs Jahre lang Softball bei Clairemont Bobby Sox.
Nach der Highschool arbeitete Wilkinson als Zahnarzthelferin in San Diego, nebenbei war sie als Model tätig. Jedoch gab sie den Job als Zahnarzthelferin schnell auf, um zwei Jahre als Stripperin zu arbeiten. Sie lernte Hugh Hefner auf seiner 78. Geburtstagsparty im April 2004 kennen. Dort trat sie als eines der „Bodypainting Girls“ auf. Hugh Hefner entdeckte sie auf einem der zahlreichen Fotos der Party und wollte sie unbedingt kennenlernen. Nach einigen Treffen zog Wilkinson zu Hefner und wurde eine seiner „offiziellen“ Freundinnen.
Ab 2005 trat sie neben Holly Madison und Bridget Marquardt als eine der Hauptdarstellerinnen der Doku-Soap The Girls of the Playboy Mansion (Originaltitel: The Girls Next Door) auf.
Im November 2008 trennten sich Wilkinson und Hefner. Wilkinson heiratete am 27. Juni 2009 den Footballspieler Hank Baskett. Die beiden haben einen Sohn (* 2009) und eine Tochter (* 2014). Im April 2018 erfolgte die Scheidung.
Von 2009 bis 2011 zeigte E! Entertainment Television Wilkinsons eigene Reality-Show. Das Format mit dem Titel Kendra begleitete das Model durch ihren Alltag. Seit 2012 läuft ein ähnliches Format namens Kendra on Top.
In der Ausgabe von Dezember 2010 der US-amerikanischen Ausgabe des Playboy-Magazins war Wilkinson auf dem Titelblatt sowie mit einer Bilderstrecke vertreten.
2011 war sie Teilnehmerin der zwölften Staffel der Fernsehsendung Dancing with the Stars, dem amerikanischen Pendant zu Let’s Dance.
2014 nahm Wilkinson an der 14. Staffel der britischen Fernsehshow I’m a Celebrity … Get Me Out of Here! teil.

## Filmografie (Auswahl)

### Filme
- 2005: Playboy: Hef’s Halloween Spooktacular (Dokumentation)
- 2006: Scary Movie 4
- 2008: House Bunny (The House Bunny)
- 2010: Kendra Exposed
- 2013: Scary Movie 5

### Fernsehserien
- 2005–2009: The Girls of the Playboy Mansion (82 Folgen)
- 2005: Las Vegas (Folge 2x14)
- 2005: Entourage (Folge 2x03)
- 2005: Lass es, Larry! (Curb Your Enthusiasm, Folge 5x06)
- 2007: General Hospital (Folge )
- 2007: Celebrity Rap Superstar
- 2009: How I Met Your Mother (eine Folge)
- 2009–2011: Kendra (43 Folgen)
- 2011: Dancing with the Stars (Staffel 12)
- seit 2012: Kendra on Top
- 2013: The Mindy Project (Folge 2x06)
- 2014: I’m a Celebrity … Get Me Out of Here!
- 2021–2013: Kendra Sells Hollywood (12 Folgen)